# Fête de la librairie indépendante
La Fête de la librairie indépendante est une initiative lancée par l'association Verbes en 1998,. Depuis, cet événement rassemble plus de 500 libraires indépendants chaque année en France, en Belgique et en Suisse francophone. Cette journée est soutenue par trois maisons d’éditions, — Gallimard, Actes Sud, Thierry Magnier — et une diversité d’écrivains contemporains français, ont participé aux différentes publications ainsi que des artistes comme Christian Lacroix, Frederic Pajak,, Serge Rezvani et Michaël Cailloux,.

## Histoire
La Fête de la Librairie par les libraires indépendants, est la version française de la Sant Jordi catalane, créé par l’association Verbes dirigée par Marie-Rose Guarnieri,, dans le cadre de la journée mondiale du livre et du droit d’auteur, déclarée par l’Unesco en 1995. Célébrée dans plus de quatre-vingt pays, cette journée fédère en France, en Belgique, en Suisse francophone plus de cinq cents libraires,.
Chaque année, à l'occasion de la Fête de la Librairie, l'association Verbes édite un ouvrage inédit consacré à l'univers du livre, d'un tirage de 25 000 exemplaires, qui est offert par les libraires à leurs lecteurs de la main à la main,. Cette journée n'est pas consumériste, mais a pour objectif de contribuer à construire des citoyens-lecteurs conscients des valeurs humanistes qui constituent le métier de libraire : la défense de la création et de la diversité éditoriale,,,.
L'objectif de la Fête de la Librairie est également de rassembler tous les points de vente, malgré leurs disparités, le jour de la Sant Jordi, afin de préserver et de vivifier la profession de libraire,,. Cette journée permet de réfléchir collectivement sur les différentes possibilités de « survivre » dans une époque marquée par la révolution numérique, qui a bouleversé le rapport à l'écrit, à la lecture, aux autres, et aux livres,,.